# Grevillea pterosperma
Grevillea pterosperma är en tvåhjärtbladig växtart som beskrevs av F. Müll.. Grevillea pterosperma ingår i släktet Grevillea och familjen Proteaceae. Inga underarter finns listade i Catalogue of Life.